# Війна проти тероризму
Війна́ про́ти терори́зму (англ. War on terror) — загальновживаний термін з галузі політики. У XXI ст. найвідоміший після подій 11 вересня 2001 року і реакції на них президента США Джорджа Вокера Буша. Тероризм у світі досі не подолано і за словами голови Міноборони Великої Британії Бена Воллеса він ще більше поширився.

## Історія терміна
Термін «війна проти тероризму» («війна з тероризмом») вперше вжили у західній пресі наприкінці XIX ст. для позначення зусиль урядів Російської імперії та країн Європи по боротьбі з атаками анархістів проти міжнародних політичних лідерів. Зокрема, його вжили у статті газети «The New York Times» від 2 квітня 1881 року. Багато анархістів самі називали себе в ту пору терористами[джерело?].
Наступного разу увагу громадськості до цього терміна було прикуто під час боротьби британських колонізаторів з атаками єврейських терористичних організацій у Палестині в 1940-х. Саме цей термін вживала британська влада при оголошенні про боротьбу з організаціями Ірґун, Лехі.

## Після 11 вересня 2001
Термін «війна проти тероризму» був відроджений після терористичних нападів 11 вересня 2001 року. 11 вересня 2001 року о 20:30, як повідомляли засоби масової інформації, в третій своїй заяві з приводу подій, що відбулися (в короткому телезверненні до нації з Овального кабінету), Джордж Вокер Буш заявив: «… і ми виграємо війну проти тероризму». Надалі цей термін став вживатися все частіше.
20 вересня того ж року у зверненні до Конгресу та американського народу, зачитаному на спільному засіданні обох палат парламенту США, Джордж В. Буш  офіційно оголосив війну тероризму, заявивши: «Наша війна з тероризмом починається з „Аль-Каїди“, але цим не закінчиться. Вона не завершиться, поки кожна терористична група у світі не буде знайдена, зупинена та переможена». Пізніше, формулюючи доктрину війни проти тероризму Буш заявив: «…сьогоднішня війна з тероризмом подібна до Холодної війни. Це ідеологічна боротьба з ворогом, який зневажає свободу та переслідує тоталітарні цілі …». У тій же промові говорилося про операцію «Шок і трепет», і подвійність боротьби: по-перше, спіймати ворога та доставити його на суд, по-друге, поширювати свободу.
Після терактів у Лондоні 7 липня 2005 року британська влада стала виступати проти відтворення американської стратегії відповіді на терористичні напади, і термін «війна проти тероризму» вже активно не вживали. Він, однак, залишився для позначення скоординованих, в тому числі на рівні ООН, зусиль різних країн щодо протидії терористичним організаціям.

## Після 2020
Улітку США вивело своїх військовослужбовців з Афганістану після майже 20 років війни.
Станом на вересень 2021 рік, як і напередодні 11 вересня 2001 року, терористи Талібану знову при владі в Афганістані та, як і раніше, вони зберігають тісні зв'язки з «Аль-Каїдою», що організувала теракти 11 вересня.
Війну з терором «не можна виграти тільки за допомогою жорсткої сили, — вважає адмірал Ставрідіс, колишній головнокомандувач силами НАТО. — Але поєднання жорсткої та м'якої сили — інструментів дипломатії, економічної допомоги, освіти — може значно знизити загрозу тероризму». Попри це, він додав, що світ став безпечнішим за останні двадцять років — переважно завдяки розгрому «Аль-Каїди», бойовики якої зараз зосереджені на виживанні.
В Іраку США досягла головної мети — повалення режиму Саддама Хусейна, але піти з країни не могли ще довгі роки. В Афганістані американці не домоглися жодної з поставлених цілей, окрім як ліквідували організатора терактів 11 вересня Усаму бен Ладена. США не змогла встановити демократію в Афганістані та перемогти глобальний тероризм. США в поспіху евакуювали з країни персонал і військових — в надії, що за ці роки 11 вересня не повториться.
За словами голови Міноборони Великої Британії Бена Воллеса тероризм поширився світом ширше, але його загроза «не є настільки сконцентрованою».
Велика Британія поставила на озброєння групу безпілотників Protector для боротьби з тероризмом. Вони коштують понад $359 млн і можуть бути оснащені бомбами, ракетами, а також камерами, радарами для збору інформації. Апарати типу Protector можуть летіти 17 годин, дальність їх польоту — до 1931 км, тобто вдвічі дальша, ніж у безпілотників типу Reaper, дев'ять із яких стоять на озброєнні Британії.